# ザ・ヒーロー (2017年の映画)
『ザ・ヒーロー』（原題:The Hero）は2017年に公開されたアメリカ合衆国のドラマ映画である。監督はブレット・ヘイリー、主演はサム・エリオットが務めた。本作は日本国内で劇場公開されなかったが、スター・チャンネルで放送されたことがある。

## 概略
リー・ヘイデンは1970年代に西部劇のスターとして一世を風靡したが、今ではすっかり落ちぶれていた。リーはかつての共演者、ジェレミーと一緒にマリファナを吸い、輝いていた頃の自分に思いを馳せる日々を送っていた。そんなある日、リーはがんで余命幾ばくもない状態にあると診断された。そのことをきっかけに、リーは「このまま忘れ去られてなるものか」と奮起し、若手のコメディエンヌ、シャーロットと組んで最期にして最高の演技を披露できる機会を狙うことにした。それと同時に、リーは長らく疎遠だった娘（ルーシー）との和解を試みるのだった。

## キャスト
- サム・エリオット - リー・ヘイデン
- ローラ・プリポン - シャーロット・ディラン
- クリステン・リッター - ルーシー・ヘイデン
- ニック・オファーマン - ジェレミー・フロスト
- キャサリン・ロス - ヴァレリー・ヘイデン

## 製作
2016年4月20日、ブレット・ヘイリー監督の新作映画にサム・エリオット、ローラ・プリポン、クリステン・リッター、ニック・オファーマン、キャサリン・ロスが出演することになったと報じられた。同年夏、本作の主要撮影が18日間かけてロサンゼルスで行われた。12月27日、キーガン・デウィットが本作で使用される楽曲を手掛けるとの報道があった。2017年6月9日、ジ・オーチャードが本作のサウンドトラックを発売した。

## 公開・興行収入
2017年1月21日、本作はサンダンス映画祭でプレミア上映された。22日、ジ・オーチャードが約300万ドルで本作の全米配給権を購入したと報じられた。4月18日、本作のオフィシャル・トレイラーが公開された。6月9日、本作は全米4館で限定公開され、公開初週末に4万5317ドル（1館当たり1万1329ドル）を稼ぎ出し、週末興行収入ランキング初登場34位となった。

## 評価
本作は批評家から好意的に評価されている。映画批評集積サイトのRotten Tomatoesには109件のレビューがあり、批評家支持率は77%、平均点は10点満点で6.69点となっている。サイト側による批評家の見解の要約は「『ザ・ヒーロー』の出来が良いのはサム・エリオットの抑制の効いた演技のお陰である。同作のストーリーは新鮮味を欠いており、観客の心を動かすパワーが弱い。だが、エリオットは同作の欠点を覆い隠す以上の働きをしている。」となっている。また、Metacriticには28件のレビューがあり、加重平均値は61/100となっている。